# Regla de los cincuenta movimientos
La regla de los cincuenta movimientos es una regla recogida en las Leyes del ajedrez de la Federación Internacional de Ajedrez, que establece que una partida puede ser tablas si cada jugador ha hecho los últimos 50 movimientos consecutivos sin que haya habido ningún movimiento de peón ni captura de pieza.

## Enunciado de la regla
El artículo 9.3 de las Leyes del Ajedrez postula:
9.3 La partida es tablas, bajo una correcta reclamación del jugador que está en juego, si:
a) escribe en su planilla y declara al árbitro su intención de realizar una jugada que dará lugar a que, en los últimos 50 movimientos consecutivos por cada jugador, no se haya movido ningún peón ni se haya capturado ninguna pieza,
o
b) Los últimos 50 movimientos han sido hechos por cada jugador sin mover ningún peón ni capturar pieza.

## Historia
La Regla mencionada ha sido actualizada en cuanto a número de movimientos con el paso del tiempo a causa de jugadas descubiertas[¿cuál?] por la Federación Internacional de Ajedrez.

## Consecuencias matemáticas
Sin la versión actual de la regla, el juego podría llegar a ser potencialmente infinito. Sin embargo, con la regla el juego necesariamente terminará después de un número finito de pasos. Por lo que el juego es finito, y es aplicable el teorema del minimax  en su versión simple.